# صنو
الصِنْـوٌ أو التاوتومير (بالإنجليزية: Tautomer)‏ هو مصطلح من الكيمياء العضوية والتاوتوميرات هي أزواج من آيزوميرات الشكل أو الهيكل (المتزامرات أو المصاوغات أو المتشابهات الصيغ) يمكن ان تتبادل فيما بينها بواسطة تفاعل كيميائي متعاكس .هذا التفاعل يسمى تاوتمرة أو بالعربية صنو  (بالإنجليزية: Tautomerization)‏.
|                                                                                        |                                                                     |                                                                                          |
| إزالة بروتون (تحرير ذرة هيدروجين): تنفصل ذرة هيدروجين عن ذرة الكربون α في محلول أساسي. | هذا أيون الكربون هو ميزوميري مستقر: تثبيت ميزوميري لأنيون الإنولات. | عندما يرتبط البروتون بالأكسجين السالب يتكون الإينول: ارتباط الهيدروجين بأنيون الإينولات. |

في هذا التفاعل تنزح ذرة من الهيدروجين مع تغيير مكان الرابطة المزدوجة.
في محلول من مركب قابل لعملية التاوتمرة، يتم إنشاء توازن بين التوتوميرين الاثنين (ازواج متصاوغة ).
ان النسبة بين التاوتوميرين الاثنين هي حسب درجة الحرارة، ودرجة الحموضة والمذيب.
هناك من اقترح مصطلح صنو وصنوانية كمقابل عربي للتاوتومير والتاوتمرة.

أمثلة لعملية التاوتمرة